# Nico Denz

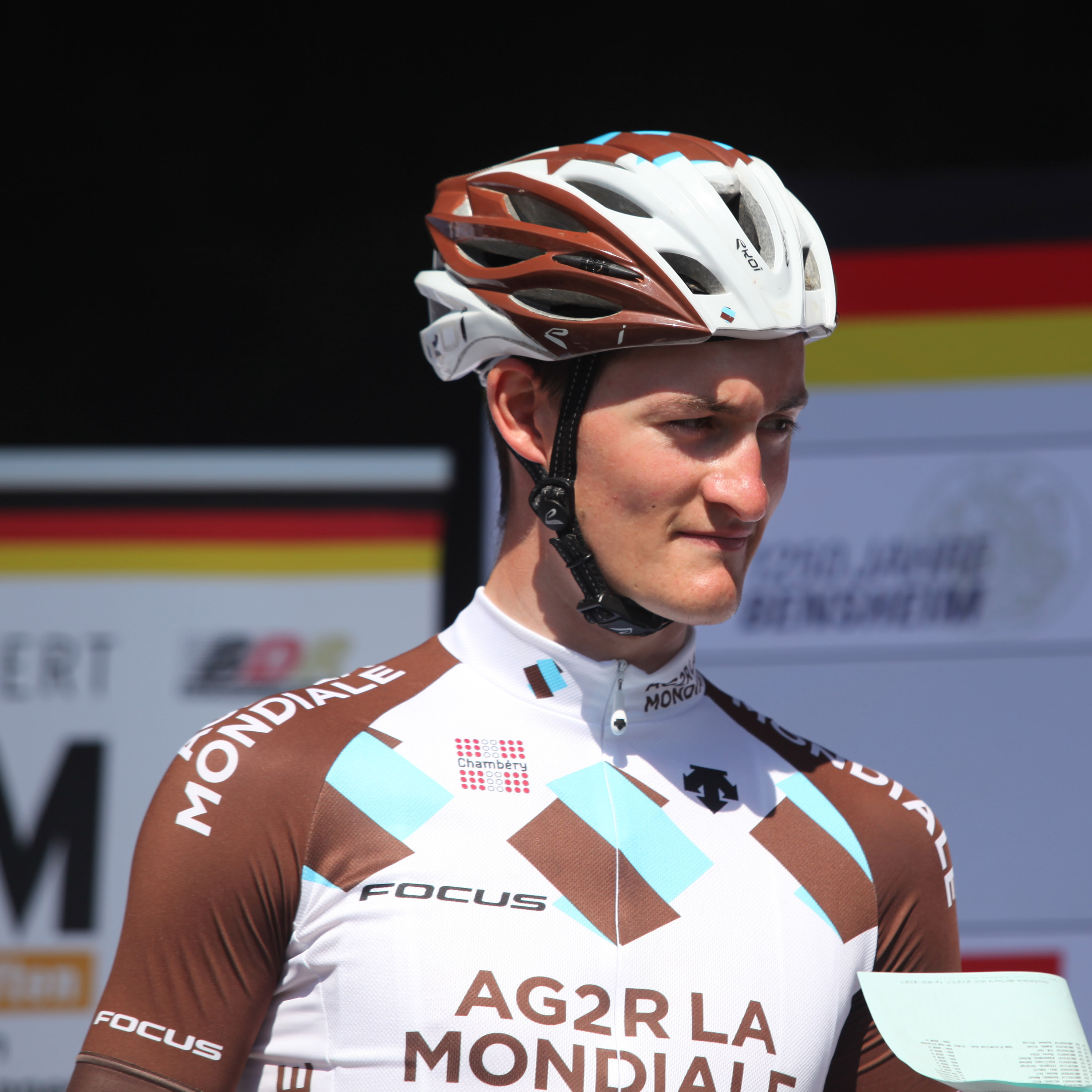
Nico Denz au championnat d'Allemagne sur route de 2015.

Nico Denz, né le 15 février 1994 à Waldshut-Tiengen, est un coureur cycliste allemand.

## Biographie

### Carrière amateur
Nico Denz commence le cyclisme au printemps 2006, en prenant une licence au Velo und Bike Club Waldshut-Tiengen.
En 2010, il est deuxième du championnat d'Allemagne sur route des moins de 17 ans. Passé en catégorie junior l'année suivante, il est troisième des championnats nationaux sur route et de la montagne de cette catégorie, quatrième du championnat du contre-la-montre. En Coupe des Nations juniors, il est sixième du contre-la-montre du Trofeo Karlsberg.
En 2013, il rejoint l'équipe Chambéry Cyclisme Formation, club français de Division nationale 1 et réserve de l'équipe professionnelle AG2R La Mondiale, qu'il préfère aux équipes continentales allemandes à la fois pour sa proximité géographique et pour le niveau de compétition plus élevé. Malgré une fracture de la clavicule lors du Paris-Roubaix espoirs, il gagne cette année-là le Prix de Bourges et le Prix des Vins Nouveaux à Vesdun. Remplaçant en équipe d'Allemagne pour les manches de Coupe des Nations et pour les championnats du monde, il dispute avec elle le Grand Prix de Francfort espoirs et le Tour de Berlin. En 2014, il gagne notamment le Trophée des champions, manche de la Coupe de France DN1. Il est stagiaire au sein de l'équipe AG2R. À l'issue de cette période, il signe un contrat avec cette équipe afin d'y devenir professionnel en août 2015. Il effectue ainsi une première partie de saison avec Chambéry Cyclisme. Il gagne une nouvelle manche de la Coupe de France des clubs DN1, le Grand Prix de Cours-la-Ville. En juillet, il est troisième du championnat d'Allemagne espoirs.

### Carrière professionnelle

#### Saison 2015
Il commence sa carrière chez AG2R La Mondiale sur la Polynormande (41e) avant d'enchaîner directement par deux compétitions World Tour, l'Eneco Tour puis la Vattenfall Cyclassics (92e) en Allemagne. On le retrouve par la suite sur l'Eurométropole Tour où Alexis Gougeard remporte le classement général.

#### Saison 2016
Sa saison 2016 est marquée par une 4e place sur Cholet-Pays de Loire. Quelques jours plus tard, il est aligné sur les classiques dont le Grand Prix E3, Gand-Wevelgem, le Tour des Flandres ou encore Paris-Roubaix. Dans son pays natal, il s'adjuge la 17e place du GP de Francfort début mai puis la 11e lors du championnat national de contre-la-montre fin juin. Sous le maillot de sa sélection, il participe au Tour de l'Avenir, 9e de la première étape, 3e le lendemain, il y porte notamment le maillot de leader lors de la 6e étape. 

#### Saison 2017
Il commence ce nouvel exercice en enlevant le classement de la montagne sur l'Etoile de Bessèges. Il connait une nouvelle campagne de classiques, découvrant également cette année-là le Het Nieuwsblad et Milan-San Remo. Il décroche une nouvelle 11e place lors du championnat d'Allemagne de contre-la-montre avant de terminer 12e de l'épreuve en ligne. En août, il est retenu pour participer à son premier Grand Tour, la Vuelta. Il y est exclu par son équipe en compagnie d'Alexandre Geniez pour s'y être accroché à la voiture de leur directeur sportif.

#### Saison 2018
Pour la première fois depuis ses débuts professionnels, Nico Denz commence sa saison sur les routes australiennes lors du Tour Down Under. Mais c'est en Belgique qu'il connait son premier résultat, 8e du Samyn. Au sortir des classiques, il découvre le Tour de Romandie puis le Giro où il échoue à la 2e place lors de la dixième étape, seulement devancé par Matej Mohorič. En août, il termine neuvième du championnat d'Europe sur route à Glasgow. Dans des conditions météorologiques difficiles, Nico Denz remporte sa première victoire professionnelle, en fin de saison, lors du Tour de Vendée.

#### Saison 2019
Son exercice 2019 est orienté sur le World Tour, que ce soit sur les courses par étapes (Tour Down Under, Tirreno-Adriatico, Tour de Romandie,Tour d'Italie) ou sur les courses d'un jour (Het Nieuwsblad, Strade Bianche, GP E3, Gent-Wevelgem, A travers la Flandre, Tour des Flandres, Paris-Roubaix). Début juin, il prend la 16e place du GP du canton d'Argovie. Dix jours plus tard, il prend part aux Jeux européens en Biélorussie, 56e de la course en ligne et 11e du contre-la-montre, place qu'il retrouve lors du championnat d'Allemagne. Le 21 juillet, il se déplace au Japon pour disputer l'épreuve préolympique à Tokyo (32e). Six jours plus tard, il est au départ du Tour de Wallonie où il décroche une 11e place d'étape et la 22e au classement général. A titre personnel, il décroche un dernier accessit lors du Tour d'Allemagne, 8e de la première étape.
Le 9 août, l'équipe World Tour Sunweb annonce son arrivée en compagnie de Jasha Sütterlin. Le directeur sportif Marc Reef appréciant sa polyvalence, il compte sur Denz pour étoffer l'équipe prédisposée aux classiques mais également pour emmener les sprinteurs.

#### Saison 2021
En avril, il participe au Tour des Flandres, où il est membre de l'échappée du jour.

#### Saison 2023
Pour la saison 2023, Nico Denz rejoint la formation Bora-Hansgrohe en World Tour. Il remporte deux étapes sur le Tour d'Italie.

## Palmarès par années

### Palmarès amateur
- 2011
  - 3e du championnat d'Allemagne sur route juniors
  - 3e du championnat d'Allemagne de poursuite par équipes juniors
- 2013
  - Prix de Bourges
  - Prix des Vins Nouveaux
  - 2e du Tour du Canton de Bourg-de-Péage
  - 3e du Prix de Manziat
- 2014
  - Trophée des champions
  - Tour de l'Ardèche méridionale :
    - Classement général
    - 2e étape (contre-la-montre)

  - Tour du Canton de Bourg-de-Péage
  - Prix de Cormoz
  - Grand Prix de Cadolzburg
  - 2e de la Boucle de l'Artois
  - 2e du Tour de Moselle
- 2015
  - Grand Prix Guilloteau
  - GP Volvo-Villingen-Schwenningen
  - Grand Prix de Cours-la-Ville
  - 2e de La Durtorccha
  - 3e du championnat d'Allemagne sur route espoirs
  - 3e du Grand Prix du Pays d'Aix

### Palmarès professionnel
- 2018
  - Tour de Vendée
  - 9e du championnat d'Europe sur route
- 2020
  - 2e étape du Tour de Slovaquie
  - 2e du Tour de Slovaquie
- 2022
  - 6e étape du Tour de Suisse
- 2023
  - 12e et 14e étapes du Tour d'Italie
  - 5e étape du Tour de Turquie
  - 2e du championnat d'Allemagne sur route
- 2025
  - 18e étape du Tour d'Italie
  - 9e d'Eschborn-Francfort

## Résultats sur les grands tours

### Tour de France
1 participation
- 2024 : 110e

### Tour d'Italie
7 participations
- 2018 : 62e
- 2019 : 124e
- 2020 : 83e
- 2021 : 102e
- 2022 : 111e
- 2023 : 57e, vainqueur des 12e et 14e étapes
- 2025 : 122e, vainqueur de la 18e étape

### Tour d'Espagne
4 participations
- 2017 : non partant (16e étape) (exclu par son équipe)
- 2021 : 114e
- 2023 : 97e
- 2024 : hors délais (20e étape)

## Classements mondiaux
| Année                                 | 2016 | 2017  | 2018 | 2019  | 2020 | 2021  | 2022 | 2023 | 2024  |
| ------------------------------------- | ---- | ----- | ---- | ----- | ---- | ----- | ---- | ---- | ----- |
| UCI World Tour                        | nc   | 396e  | 222e |       |      |       |      |      |       |
| Classement mondial                    | 675e | 2323e | 258e | 1046e | 374e | 1295e | 729e | 150e | 1548e |
| UCI Europe Tour                       | 494e | nc    | 176e | 749e  | 306e | 930e  | 556e | nc   | nc    |
|                                       |      |       |      |       |      |       |      |      |       |
| Légende : nc = non classéSource : UCI |      |       |      |       |      |       |      |      |       |

## Distinctions
- Cycliste allemand de l'année : 2023